# Северо-Центральная провинция (Шри-Ланка)
Се́веро-Центра́льная прови́нция (синг. උතුරු මැද පළාත Uturumeda Palata, там. வட மத்திய மாகாணம் Wada Maththiya Maakaanam) — провинция Шри-Ланки.
Административный центр — Анурадхапура. Одна из самых малозаселённых областей, несмотря на то, что самая большая по территории. Население — 1 259 421 человек (на 2012 год).
Площадь провинции составляет 10 472 км². Площадь суши — 9741 км². Площадь водной глади — 731 км².
Административно делится на 2 округа:
- Анурадхапура
- Полоннарува